# Taenia ovis
Taenia ovis este un vierme lat parazit.
Scolexul are rostumul armat cu 24-36 croșete dispuse pe 2 rânduri.
În proglota matură, uterul prezintă 10-12 perechi de ramuri laterale; oul este ovoid asemănător cu cel al speciei Taenia pisiformis. 
Parazitează în intestinul subțire la câine, gazdele intermediare fiind oaia și capra (forma larvară: Cysticercus ovis).